# Bembidion biguttatum
Bembidion biguttatum es una especie de escarabajo del género Bembidion, familia Carabidae. Fue descrita científicamente por Fabricius en 1779.
Habita en Albania, Armenia, Austria, Azerbaiyán, Bielorrusia, Bélgica, Bosnia y Herzegovina, Bulgaria, islas Canarias, Croacia, Chequia, Dinamarca, Estonia, Finlandia, Francia, Georgia, Alemania, Gran Bretaña, Grecia, Hungría, Israel, Italia, Kazajistán, Letonia, Lituania, Moldavia, Países Bajos, Polonia, Portugal, Rumania, Rusia, Eslovaquia, Eslovenia, España, Suecia, Suiza y Ucrania.